# 제이드림
주식회사 제이드림(J dream Inc.)은 일본의 영화 제작 회사이다. 2005년 6월 설립되었으며, 대표이사 사장은 쟈니 키타가와. 전 이사로 SMAP의 담당 관리자였던 이이지마 미치가 있었다.

## 개요
주로 SMAP의 영상 작품 제작 및 관리를 하고 있지만, SMAP 이외의 쟈니즈 사무소 소속 탤런트의 주연 작품도 다루고 있다. 또한, SMAP의 영상 관련 권리도 이 회사에서 관리하고있다. 영화의 크레딧에서는 "J-dream"로 표기된다.

## 영화 작품
일반적으로 배급사, 방송국 등과의 공동 제작이다.

### SMAP 멤버 주연 작품
- 《일본 침몰》 (2006년, TBS, 마이니치 방송, 도호와 공동 제작) - 쿠사나기 츠요시 주연
- 《무사의 체통》 (2006년, TV 아사히, 쇼치쿠와 공동 제작) - 기무라 타쿠야 주연
- 《스트링스~사랑과 인연의 여로~》 (2007년, TV 아사히 제공, 에이벡스 엔터테인먼트와 공동 배급) - 쿠사나기 츠요시, 카토리 싱고 주연
- 《극장판 서유기》 (2007년, 후지 TV, FNS 27사, 도호와 공동 제작) - 카토리 싱고 주연, 쿠사나기 츠요시 특별출연
- 《HERO》 (2007년, 후지 TV, FNS 27사, 도호와 공동 제작) - 기무라 타쿠야 주연
- 《산의 사랑하는 당신》 (2008년, 후지 TV, 토후쿠 신샤, 도호와 공동 제작) - 쿠사나기 츠요시 주연
- 《나는 조개가 되고 싶다》 (2008년, TBS, 마이니치 방송, JNN 각사, 도호와 공동 제작) - 나카이 마사히로 주연, 쿠사나기 츠요시 특별출연
- 《BALLAD 이름없는 사랑의 노래》 (2009년, TV 아사히, ROBOT, 도호와 공동 제작) - 쿠사나기 츠요시 주연
- 《자토이치 THE LAST》 (2010년, 후지 TV, FNS27사, 센 딕 국제 셀룰로이드 드림스와 공동 제작) - 카토리 싱고 주연
- 《SPACE BATTLESHIP 야마토》 (2010년, TBS, JNN28사 등과 공동 제작) - 기무라 타쿠야 주연
- 《나와 아내의 1778 이야기》 (2011년, 간사이 테레비, 후지 TV, FNS26사, 도호, 스타더스트 프로모션 픽쳐스(SDP)과 공동 제작) - 쿠사나기 츠요시 주연
- 《여기는 잘나가는 파출소 더 무비: 카치도키 다리를 봉쇄하라!》 (2011년, TBS, 슈에이샤, 마이니치 방송, 쇼치쿠 등과 공동 제작) - 카토리 싱고 주연

### 쟈니스 외의 작품
- 《스노우 프린스 금지된 사랑의 멜로디》 (2009년, TV 아사히, 쇼치쿠와 공동 제작) - 모리모토 신타로 주연

## 같이 보기
- 자니즈 사무소
- 제이 스톰
- 자니즈 엔터테인먼트